# Estreito dos Tigres

Carta náutica de 1882, onde o estreito ainda aparece como uma baía. O estreito dos Tigres aparece como Great Fish Bay.

O estreito dos Tigres, anteriormente conhecido como baía dos Tigres ou baía dos Grandes Peixes, é uma estreito em Angola, localizado na província do Namibe, servindo de separação entre a faixa continental e a ilha dos Tigres.
O estreito era uma baía, formada por uma estreita península no lado leste, com seu istmo no sul, e uma vila de pescadores bem estabelecida chamada São Martinho dos Tigres. O oceano rompeu o istmo da península em 1962 e a linha de contenção de água foi cortada. O cabo dos Tigres se tornou uma ilha da noite para o dia, sendo desde então a maior de Angola.
A maior parte da área da antiga baía tornou-se um estreito entre a ilha e o continente. Da baía original, apenas uma pequena parte permanece — o Saco dos Tigres —, também sob risco de desaparecer em virtude dos efeitos das marés. Caso desapareça, uma pequena ilhota de areia se formará.